# Rüthi
Rüthi é uma comuna da Suíça, no Cantão São Galo, com cerca de 1.943 habitantes. Estende-se por uma área de 9,34 km², de densidade populacional de 208 hab/km². Confina com as seguintes comunas: Altstätten, Feldkirch (AT-8), Meiningen (AT-8), Oberriet.
A língua oficial nesta comuna é o Alemão.